# 高田誠 (洋画家)
高田 誠（たかだ まこと、1913年9月24日 - 1992年10月24日）は、埼玉県出身の洋画家、文化功労者。瑞宝章受章者。浦和画家の代表格として知られる。

## 経歴
埼玉県浦和町（のち浦和市、現・さいたま市）常盤町の代々医者として知られていた旧家である高田家に生まれた。父は医師のほか民政党の県議会議員を務めた高田源八。兄に、医師であり浦和医師会会長、埼玉県産婦人科医会会長、浦和教育委員などを務めた高田進、弟に斎藤工業株式会社代表取締役社長、社団法人埼玉建設産業団体連合会初代会長、社団法人全国建設産業団体連合会会長などを務めた斎藤裕がいる。埼玉県立男子師範学校付属小学校の5、6年生のころに初めて油絵を制作している。浦和中学校（現・埼玉県立浦和高等学校）では恩師となる福宿光雄に学び、福宿の薦めで跡見泰や相馬其一の指導を受けた。同じ美術部には増田三男がいた。浦中4年の時16歳で「浦和風景」を出品し二科展に初入選。プロの絵描きの登竜門とされた二科展で中学生の入選は珍しく、新聞に大きく報じられた。1930年に父の友人の紹介状によって、二科会の重鎮であった安井曾太郎に師事した。一水会展、新文展、日展に出品し、1955年埼玉大学教育学部美術科講師となった。1972年に日本芸術院賞を受賞、78年には日本芸術院会員に任命された。1990年には浦和市名誉市民（現在はさいたま市名誉市民に継承）となった。作品の多くは埼玉県立近代美術館に収蔵されている。
- 1913年9月24日 - 埼玉県浦和町（のち浦和市）常盤町に生まれる。
- 1924年（大正13年） - 浦和中学校に入学、福宿光雄に図画を学ぶ。
- 1929年（昭和4年） - 二科展に「浦和風景」を出品し初入選。
- 1930年（昭和5年） - 安井曾太郎に師事。
- 1931年（昭和6年） - 二科技塾（のち番衆技塾）に入り、安井や熊谷守一に学ぶ。「海の見える風景」を二科展に出品し、入選。
- 1955年（昭和30年） - 埼玉大学教育学部美術科講師。
- 1961年（昭和36年） - 埼玉県美術家協会会長。
- 1962年（昭和37年） - 日展評議員。
- 1968年（昭和43年） - 「雑木林のある風景」で日展文部大臣賞受賞、埼玉県教育功労者。
- 1972年（昭和47年） - 日本芸術院賞[2]、
- 1973年（昭和48年） - 日展理事長。
- 1976年（昭和51年） - 安井曾太郎記念会理事・評議員。安井賞の運営に尽力。
- 1977年（昭和52年） - 埼玉県文化功労者。
- 1978年（昭和53年） - 日本芸術院会。
- 1984年（昭和59年） - 第一回浦和市民文化栄誉賞。勲三等瑞宝章受章。
- 1987年（昭和62年） - 文化功労者。個人としては初の埼玉県民栄誉賞受賞。
- 1990年（平成2年） - 浦和市名誉市民。
- 1992年10月24日 - 死去。11月24日にはさいたま市文化センターにて浦和市民葬が営まれた。

## 画集
- 高田誠画集 大日本絵画 1979